# Jennifer Brady
Pour les articles homonymes, voir Brady.
Jennifer Brady, née le 12 avril 1995 à Harrisburg en Pennsylvanie, est une joueuse de tennis américaine, professionnelle depuis 2013.
Sur les débuts de sa carrière, elle a remporté quatre titres en simple et quatre en double sur le circuit ITF.
En 2017, elle atteint les huitièmes de finale à sa première participation en simple d'un tournoi de Grand Chelem à l'Open d'Australie.
En 2020, elle se hisse jusqu'en demi-finale de l'US Open suivie en février 2021 d'une finale à l'Open d'Australie signant la plus belle performance en Grand Chelem de sa carrière. 
À ce jour, elle a remporté un tournoi en simple sur le circuit WTA, à savoir l'édition 2020 du tournoi de Lexington.

## Carrière professionnelle

### 2017: première participation à un tournoi du Grand Chelem à l'Open d'Australie
Jennifer Brady réalise un beau parcours lors du premier tournoi du Grand Chelem à l'Open d'Australie, en battant au deuxième tour la 81e joueuse mondiale à ce moment-là Heather Watson (2-6, 7-63, 10-8), puis crée la surprise au tour suivant (3e tour) en battant la no 14 Elena Vesnina facilement en deux sets en lui infligeant un 7-62 et 6-2. Grâce à un service efficace, elle se qualifie ainsi pour son premier huitième de finale en Grand Chelem.

### 2020: premier titre et première demi-finale à l'US Open
Jennifer Brady remporte son premier titre WTA lors du Tournoi de tennis de Lexington en 2020, battant en finale la Suissesse Jil Teichmann en deux sets (6-3, 6-4).   
Pour sa reprise à l'US Open, Jennifer Brady bat tout d'abord Anna Blinkova, Catherine Bellis et Caroline Garcia pour accéder aux huitièmes de finale. Elle bat ensuite Angélique Kerber en huitième et puis Yulia Putintseva en quarts pour disputer sa première demi-finale en Grand Chelem. Elle finira par s'incliner contre Naomi Osaka, déjà gagnante en 2018, en trois sets (6-71, 6-3, 3-6).

### 2021: première finale à un tournoi du Grand Chelem à l'Open d'Australie
Jennifer Brady réalise un beau parcours lors du premier Grand Chelem de la saison à l'Open d'Australie se hissant en finale après n'avoir cependant battu que deux têtes de série : Donna Vekic (n°28) en 1/16èmes et Karolina Muchova (n°25) en 1/2.
Elle perd logiquement en finale (3-6, 4-6) contre la tête de série n°3 Naomi Osaka qui l'avait déjà vaincue en 1/2 finale de l'US Open 2020.

### 2022: année blanche
En raison d'une blessure au pied gauche contractée à Cincinnati en août 2021, Jennifer Brady ne dispute aucun match en 2022.

## Palmarès

### Titre en simple dames
| No | Date       | Nom et lieu du tournoi       | Catégorie | Dotation  | Surface    | Finaliste     | Score    |          |
| -- | ---------- | ---------------------------- | --------- | --------- | ---------- | ------------- | -------- | -------- |
| 1  | 10-08-2020 | The Top Seed Open, Lexington | Intern'l  | 202 250 $ | Dur (ext.) | Jil Teichmann | 6-3, 6-4 | Parcours |

### Finale en simple dames
| No | Date       | Nom et lieu du tournoi     | Catégorie | Dotation         | Surface    | Vainqueure  | Score    |          |
| -- | ---------- | -------------------------- | --------- | ---------------- | ---------- | ----------- | -------- | -------- |
| 1  | 08-02-2021 | Australian Open, Melbourne | G. Chelem | 31 796 000 AU$ $ | Dur (ext.) | Naomi Osaka | 6-4, 6-3 | Parcours |

### Titre en double dames
| No | Date       | Nom et lieu du tournoi              | Catégorie | Dotation  | Surface      | Partenaire     | Finalistes                             | Score            |          |
| -- | ---------- | ----------------------------------- | --------- | --------- | ------------ | -------------- | -------------------------------------- | ---------------- | -------- |
| 1  | 19-04-2021 | Porsche Tennis Grand Prix Stuttgart | WTA 500   | 565 530 $ | Terre (int.) | Ashleigh Barty | Desirae Krawczyk Bethanie Mattek-Sands | 6-4, 5-7, [10-5] | Parcours |

### Finale en double dames
Aucune

### Finale en simple en WTA 125
| No | Date       | Nom et lieu du tournoi                 | Catégorie | Dotation  | Surface    | Vainqueure        | Score         |          |
| -- | ---------- | -------------------------------------- | --------- | --------- | ---------- | ----------------- | ------------- | -------- |
| 1  | 25-02-2019 | Oracle Challenger Series, Indian Wells | WTA 125   | 150 000 $ | Dur (ext.) | Viktorija Golubic | 3-6, 7-5, 6-3 | Parcours |

### Finale en double en WTA 125
| No | Date       | Nom et lieu du tournoi                | Catégorie | Dotation  | Surface    | Vainqueures                      | Partenaire | Score    |          |
| -- | ---------- | ------------------------------------- | --------- | --------- | ---------- | -------------------------------- | ---------- | -------- | -------- |
| 1  | 26-02-2018 | Oracle Challenger Series Indian Wells | WTA 125   | 150 000 $ | Dur (ext.) | Taylor Townsend Yanina Wickmayer | Vania King | 6-4, 6-4 | Parcours |

## Parcours en Grand Chelem

### Finale (1)
| Année | Tournoi          | Adversaire en finale | Score    |
| 2021  | Open d'Australie | Naomi Osaka          | 4-6, 3-6 |

### En simple dames
| Année | Open d'Australie | Open d'Australie    | Internationaux de France | Internationaux de France | Wimbledon       | Wimbledon          | US Open         | US Open               |
| ----- | ---------------- | ------------------- | ------------------------ | ------------------------ | --------------- | ------------------ | --------------- | --------------------- |
| 2014  | —                | —                   | —                        | —                        | —               | —                  | Q1              | Carina Witthöft       |
| 2015  | —                | —                   | —                        | —                        | —               | —                  | Q1              | Elizaveta Kulichkova  |
| 2016  | —                | —                   | Q3                       | Daniela Hantuchová       | Q1              | Julia Boserup      | Q3              | Taylor Townsend       |
| 2017  | 1/8 de finale    | Mirjana Lučić       | 1er tour (1/64)          | Kristina Mladenovic      | 2e tour (1/32)  | Dominika Cibulková | 1/8 de finale   | Karolína Plíšková     |
| 2018  | 1er tour (1/64)  | Magda Linette       | 2e tour (1/32)           | Yulia Putintseva         | 2e tour (1/32)  | Anett Kontaveit    | 1er tour (1/64) | Irina-Camelia Begu    |
| 2019  | Q3               | Beatriz Haddad Maia | 2e tour (1/32)           | Polona Hercog            | 1er tour (1/64) | Petra Martić       | 1er tour (1/64) | Aliaksandra Sasnovich |
| 2020  | 1er tour (1/64)  | Simona Halep        | 1er tour (1/64)          | Clara Tauson             | Annulé          | Annulé             | 1/2 finale      | Naomi Osaka           |
| 2021  | Finale           | Naomi Osaka         | 3e tour (1/16)           | Coco Gauff               | —               | —                  | —               | —                     |
|       |                  |                     |                          |                          |                 |                    |                 |                       |
| 2023  | —                | —                   | —                        | —                        | —               | —                  | 3e tour (1/16)  | Caroline Wozniacki    |
|       |                  |                     |                          |                          |                 |                    |                 |                       |

N.B. : à droite du résultat se trouve le nom de l'ultime adversaire.

### En double dames
| Année | Open d'Australie          | Open d'Australie           | Internationaux de France   | Internationaux de France   | Wimbledon                | Wimbledon                      | US Open                     | US Open                     |
| ----- | ------------------------- | -------------------------- | -------------------------- | -------------------------- | ------------------------ | ------------------------------ | --------------------------- | --------------------------- |
| 2014  | —                         | —                          | —                          | —                          | —                        | —                              | 1er tour (1/32) S. Crawford | V. Lepchenko Zheng Saisai   |
| 2017  | —                         | —                          | 2e tour (1/16) A. Riske    | A. Klepač M. J. Martínez   | 1er tour (1/32) A. Riske | B. Mattek-Sands Lucie Šafářová | 1er tour (1/32) A. Riske    | E. Makarova Elena Vesnina   |
| 2018  | 1/4 de finale Vania King  | I.-C. Begu M. Niculescu    | 3e tour (1/8) Vania King   | Irina Bara M. Buzărnescu   | 2e tour (1/16) S. Aoyama | G. Dabrowski Xu Yifan          | 2e tour (1/16) A. Muhammad  | D. Jakupović I. Khromacheva |
| 2019  | 1/2 finale A. Riske       | Tímea Babos K. Mladenovic  | 1er tour (1/32) A. Riske   | N. Melichar K. Peschke     | 2e tour (1/16) A. Riske  | Tímea Babos K. Mladenovic      | 1er tour (1/32) A. Riske    | Raluca Olaru Yang Zhaoxuan  |
| 2020  | 1/4 de finale C. Dolehide | Hsieh Su-wei B. Strýcová   | 2e tour (1/16) C. Dolehide | B. Krejčíková K. Siniaková | Annulé                   | Annulé                         | 1er tour (1/16) C. Dolehide | Kalashnikova Kudryavtseva   |
| 2021  | 2e tour (1/16) Ash Barty  | Elise Mertens A. Sabalenka | —                          | —                          | —                        | —                              | —                           | —                           |
|       |                           |                            |                            |                            |                          |                                |                             |                             |
| 2023  | —                         | —                          | —                          | —                          | —                        | —                              | 1/2 finale L. Stefani       | L. Siegemund V. Zvonareva   |

N.B. : le nom de la partenaire se trouve sous le résultat ; le nom des ultimes adversaires se trouve à droite.

### En double mixte
| Année | Open d'Australie | Open d'Australie | Internationaux de France | Internationaux de France | Wimbledon                | Wimbledon                   | US Open                          | US Open                     |
| ----- | ---------------- | ---------------- | ------------------------ | ------------------------ | ------------------------ | --------------------------- | -------------------------------- | --------------------------- |
| 2015  | —                | —                | —                        | —                        | —                        | —                           | 1er tour (1/16) Mitchell Krueger | T. Townsend Donald Young    |
| 2016  | —                | —                | —                        | —                        | —                        | —                           | —                                | —                           |
| 2017  | —                | —                | —                        | —                        | —                        | —                           | 1er tour (1/16) Bjorn Fratangelo | Raluca Olaru Nikola Mektić  |
| 2018  | —                | —                | —                        | —                        | —                        | —                           | —                                | —                           |
| 2019  | —                | —                | —                        | —                        | 3e tour (1/8) M. Daniell | Yang Zhaoxuan M. Middelkoop | 1/8 de finale Denis Kudla        | Demi Schuurs Henri Kontinen |

N.B. : le nom du partenaire se trouve sous le résultat ; le nom des ultimes adversaires se trouve à droite.

## Parcours en «Premier» et «WTA 1000»
Les tournois WTA « Premier Mandatory » et « Premier 5 » (entre 2009 et 2020) et WTA 1000 (à partir de 2021) constituent les catégories d'épreuves les plus prestigieuses, après les quatre levées du Grand Chelem.

### En simple dames
| Année |              | Premier Mandatory         | Premier Mandatory                | Premier Mandatory               | Premier Mandatory           |       | Premier 5 | Premier 5                | Premier 5              | Premier 5                  | Premier 5                 | Premier 5 | Premier 5               |  |  |  |  |  |
| Année | Indian Wells | Miami                     | Madrid                           | Pékin                           |                             | Dubaï | Rome      | Canada                   | Cincinnati             |                            | Wuhan                     |           |                         |  |  |  |  |  |
| Année | Indian Wells | Miami                     | Madrid                           | Pékin                           |                             | Doha  | Rome      | Canada                   | Cincinnati             |                            | Guadalajara               |           |                         |  |  |  |  |  |
| Année | Indian Wells | Miami                     | Madrid                           | Pékin                           |                             |       | Rome      | Canada                   | Cincinnati             |                            |                           |           |                         |  |  |  |  |  |
| 2017  |              | 1er tour (1/64) S. Rogers | 1er tour (1/64) K. Flipkens      |                                 | 1er tour (1/32) E. Makarova |       |           |                          |                        |                            |                           |           |                         |  |  |  |  |  |
| 2018  |              | 2e tour (1/32) C. Garcia  | 1er tour (1/64) Z. Diyas         |                                 |                             |       |           |                          |                        |                            |                           |           |                         |  |  |  |  |  |
| 2019  |              | 3e tour (1/16) A. Barty   |                                  |                                 | 3e tour (1/8) B. Andreescu  |       |           | 3e tour (1/8) P. Kvitová |                        | 2e tour (1/16) S. Halep    | 2e tour (1/16) Hsieh S-w. |           | 1er tour (1/32) B. Pera |  |  |  |  |  |
| 2020  |              |                           |                                  |                                 |                             |       |           | 2e tour (1/16) O. Jabeur |                        |                            | 1er tour (1/32) J. Pegula |           |                         |  |  |  |  |  |
|       |              | WTA 1000                  |                                  |                                 |                             |       |           |                          |                        |                            |                           |           |                         |  |  |  |  |  |
| 2021  |              |                           | 2e tour (1/32) S. Sorribes Tormo | 3e tour (1/8) A. Pavlyuchenkova |                             |       |           |                          | 2e tour (1/16) forfait |                            |                           |           |                         |  |  |  |  |  |
|       |              |                           |                                  |                                 |                             |       |           |                          |                        |                            |                           |           |                         |  |  |  |  |  |
| 2023  |              |                           |                                  |                                 | 2e tour (1/16) M. Linette   |       |           |                          |                        | 2e tour (1/16) E. Rybakina | 1er tour (1/32) D. Vekić  |           |                         |  |  |  |  |  |

Sous le résultat, l’ultime adversaire.

## Parcours aux Jeux olympiques

### En simple dames
| # | Date       | Nom de l'olympiade         | Surface    | Résultat        | Ultime adversaire | Score    |          |
| - | ---------- | -------------------------- | ---------- | --------------- | ----------------- | -------- | -------- |
| 1 | 31/07/2021 | Olympic Tennis Event Tokyo | Dur (ext.) | 1er tour (1/32) | Camila Giorgi     | 6-3, 6-2 | Parcours |

## Classements WTA en fin de saison
| Année          | 2013 | 2014 | 2015 | 2016 | 2017 | 2018 | 2019 | 2020 | 2021 | 2022 | 2023 | 2024 |
| Rang en simple | 600  | 267  | 229  | 110  | 64   | 116  | 56   | 24   | 25   | –    | 227  | –    |
| Rang en double | 1236 | 487  | 307  | 378  | 209  | 75   | 50   | 72   | 81   | –    | 94   | –    |

Source : (en) Classements de Jennifer Brady sur le site officiel de la Fédération internationale de tennis

## Victoires sur le top 10
Toutes ses victoires sur des joueuses classées dans le top 10 de la WTA lors de la rencontre.
| Légende         |
| Grand Chelem    |
| Jeux olympiques |
| Masters         |
| Premier         |
| Elite Trophy    |
| Intern'l        |
| Fed Cup         |

| # |       |  | Tournoi  | Année | Surface |  | Adversaire      | Rang | Tour | Score     | Tableau |
| 1 | no 53 |  | Brisbane | 2020  | Dur     |  | Ashleigh Barty  | no 1 | 1/8  | 6-4, 7-64 | Tableau |
| 2 | no 52 |  | Dubaï    | 2020  | Dur     |  | Elina Svitolina | no 6 | 1/16 | 6-2, 6-1  | Tableau |